# Чорний Легіон (Хорватія)
Чорний Легіон (хорв. Crna legija), офіційно: 1-ша регулярна дійова бригада (хорв. I. stajaći djelatni zdrug) — піхотний підрозділ Войниці (міліції) усташів під час Другої світової війни в Незалежній державі Хорватії, сформований у вересні 1941 року як 1-й Усташівський полк. Складався здебільшого з мусульман і хорватів, які втекли зі східної Боснії, де четники і меншою мірою югославські партизани чинили масові вбивства. Відомий своєю жорстокістю у боях проти четників і партизанів та випадками різанини сербського населення. Командували легіоном полковник Юре Францетич і майор Рафаель Бобан, а його чисельність становила від 1 000 до 1 500 осіб.